# Haie der Großstadt
Haie der Großstadt ist ein US-amerikanischer Spielfilm aus dem Jahre 1961 nach einem Roman von Walter Tevis. Er wurde von Regisseur Robert Rossen mit Paul Newman in der Hauptrolle inszeniert.

## Handlung
Eddie Felson ist ein junger Poolbillardspieler, der unter dem Namen „Fast Eddie“ bekannt ist. Er lebt unter anderem davon, unbedarfte Spieler abzuzocken, indem er sie zunächst gewinnen lässt und sie dann richtig ausnimmt. Sein einziges Ziel ist, gegen den berühmten Veteranen Minnesota Fats anzutreten. Nach 40-stündiger Spielzeit unterliegt er jedoch kläglich und verliert mehrere tausend US-Dollar.
Der reiche, zynische und kriminelle Wetthai Bert Gordon macht ihn darauf aufmerksam, dass fehlender Charakter der Grund für seine Niederlage war, nicht fehlendes Talent. Ein Angebot Gordons, ihn zu managen, lehnt Eddie zu diesem Zeitpunkt noch ab, da Gordon einen Anteil von 75 % an zukünftigen Gewinnen verlangt.
Parallel dazu entwickelt sich eine tragische Liebesgeschichte zwischen Eddie Felson und der alkoholabhängigen Sarah Packard, die Eddie nach seiner Niederlage gegen Minnesota Fats kennenlernt. Die beiden versuchen, eine Beziehung zueinander aufzubauen, was aber an Eddies Besessenheit vom Billard und Gordons Gier scheitert. Ohne die Unterstützung Bert Gordons versucht Fast Eddie, bei kleineren Spielen gegen ihm klar unterlegene Spieler wieder auf die Beine zu kommen. Der Versuch endet dramatisch, als ihm, wohl auf Anordnung von Gordon, von wütenden Verlierern beide Daumen gebrochen werden. Daraufhin geht Eddie den Deal mit Gordon ein. Dieser organisiert ein Karambolagespiel für Eddie, bei dem dieser aber zunächst klar verliert. Sarah bittet Eddie, mit dem Spielen aufzuhören, dieser lehnt es aber ab und überredet Gordon dazu, ihn weiter zu finanzieren. So ist es Eddie möglich, 3000 $ zu erspielen. Nach dem Spiel wird Sarah von Bert Gordon in ihrem Hotelzimmer bedrängt. Als Eddie das Hotelzimmer betritt, sieht er, dass Sarah Selbstmord begangen hat. Eddie trennt sich daraufhin von Gordon.
Im Finale des Films bezwingt der menschlich gereifte Eddie Minnesota Fats im zweiten Antreten, muss sich allerdings aus der Billardszene verabschieden, da er sich weigert, Bert Gordon, der darauf beharrt, immer noch Eddies Manager zu sein, eine entsprechende Provision zu zahlen. Seinen Sieg nutzt er, um in einem Monolog moralisch mit Gordon abzurechnen. Der Film endet damit, dass sich Eddie Felson und Minnesota Fats ihres gegenseitigen Respekts versichern.

## Hintergrund
- Bis auf eine Ausnahme eines besonders komplizierten Stoßes von Willie Mosconi, vierzehnfacher Weltmeister der Jahre 1941 bis 1957, wurden alle Billardstöße von den Akteuren Paul Newman und Jackie Gleason selbst ausgeführt. Mosconi selbst hat im Film einen Cameo.[2]
- Im Jahre 1986 erhielt der Film eine Fortsetzung mit dem Titel Die Farbe des Geldes. Unter der Regie von Martin Scorsese spielte Paul Newman den gealterten Eddie Felson, der einen jungen, von Tom Cruise gespielten Spieler unter seine Fittiche nimmt.
- Die Spieler spielen die Variante des 14 und 1 endlos, bei dem die Kugeln unabhängig von ihrer Zahl hintereinander versenkt werden und jede Kugel einen Punkt zählt.

## Auszeichnungen
- Der Film gewann zwei Oscars. Eugen Schüfftan bekam die Trophäe für die beste Kamera in einem Schwarzweißfilm, Harry Horner und Gene Callahan wurden für das beste Szenenbild ausgezeichnet. Nominiert waren außerdem Paul Newman als bester Hauptdarsteller, Piper Laurie als beste Hauptdarstellerin, George C. Scott als bester Nebendarsteller und Jackie Gleason ebenfalls als bester Nebendarsteller. Robert Rossen war für die beste Regie und für das beste adaptierte Drehbuch nominiert. Der Film selbst war als bester Film nominiert.
- Bei den British Film Academy Awards gewann Haie der Großstadt den Preis für den besten Film. Paul Newman gewann als bester ausländischer Darsteller. Piper Laurie war als beste ausländische Darstellerin nominiert.
- Bei den Golden Globes war Paul Newman als bester Hauptdarsteller in einem Drama, Jackie Gleason und George C. Scott als beste Nebendarsteller nominiert.
- Der Film wurde mit drei Laurel Awards ausgezeichnet. Paul Newman für die beste Schauspielleistung in einem Drama, Eugen Schüfftan wurde für die beste Schwarzweißkamera geehrt und Jackie Gleason erhielt den Preis als Bester Nebendarsteller.
- Bei den NYFCC Awards gewann Robert Rossen den Preis für die Beste Regie.
- 1997 wurde der Film ins berühmte National Film Registry aufgenommen.

Für weitere Auszeichnungen siehe 

## Kritiken
„Ein in der Milieuzeichnung ungemein dichter, bedrückender Film aus der Welt der amerikanischen Billard-Zocker. Bei den ‚Hustlers‘ kommt es darauf an, besser zu spielen als der Gegner, sie aber mit geschicktem ‚Understatement‘ zu täuschen, bis hohe Summen auf dem Spiel stehen. Hervorragend besetzt, fesselnd inszeniert, bemerkenswert auch in Lichtführung und Bildaufbau.“

„[…] Paul Newman gewinnt, leidet und reift jede Sekunde des Films […] George C. Scott agiert als unmenschlich gieriger Wetthai im starken Kontrast zu Newmans starken Emotionen kalt und erbarmungslos […] ‚The Hustler‘ gilt als erster wirklicher ‚Spieler-Film‘, der in stilvollen schwarz-weißen Bildern eine Milieustudie menschlicher Dramen zeigt. In seiner Kernaussage werden verschiedenste Gesinnungen jeglicher Moral auf die Probe gestellt, aber nicht zwingend verurteilt. Als wahre Entwicklung im Spiel, wie auch im Leben, ist der Charakter von entscheidender Bedeutung.“

## Weiteres
Im Spielfilm The Wanderers zocken professionelle Bowlingspieler halbkriminelle Bowler ab und werden von denen brutal verletzt. Eine der Filmfiguren nimmt ausdrücklich Bezug auf den Film Haie der Großstadt. Eine ähnliche Szene sieht man im Billard-Film Der Abstauber.